# Aphyosemion bitaeniatum
Aphyosemion bitaeniatum е вид лъчеперка от семейство Nothobranchiidae. Видът не е застрашен от изчезване.

## Разпространение
Разпространен е в Бенин, Нигерия и Того.